# 西鉄貝塚線
貝塚線（かいづかせん）は、福岡県福岡市東区の貝塚駅から福岡県糟屋郡新宮町の西鉄新宮駅までを結ぶ、西日本鉄道（西鉄）の鉄道路線である。駅ナンバリングで使用される路線記号はNK。
かつては現在の福岡市博多区に存在した西鉄博多駅から福岡県福津市津屋崎（旧：宗像郡津屋崎町）にあった津屋崎駅までの路線で、路線名も宮地岳線（宮地嶽線、みやじだけせん）と称していた。
西鉄博多方面の区間は1954年（昭和29年）3月5日に西鉄福岡市内線へ編入（その後1979年に廃止）され、西鉄新宮駅 - 津屋崎駅間も2007年（平成19年）4月1日に廃止され、同時に路線名も貝塚線に改称した。

## 概要
福岡市東郊に延びる鉄道路線で、ほぼ全区間で九州旅客鉄道（JR九州）の鹿児島本線と並行し、貝塚駅から西鉄香椎駅まで並走する。貝塚駅で福岡市地下鉄箱崎線と、西鉄千早駅で鹿児島本線と、和白駅で（元は同じ会社の路線だった）香椎線と接続している。なお、鹿児島本線・香椎線と共用している踏切は構造がJRの基準に合わせられている。
軌間に1,435 mmの標準軌を採用する他の西鉄の路線とは異なり、貝塚線では1,067 mmの狭軌を採用している。これは、貝塚線が元々博多湾鉄道汽船によって開通した路線であったことによる。当初は新博多（現在の西鉄バス千鳥橋バス停付近）から貝塚・和白を経て津屋崎までの路線であった。福岡市街区間については市内線ネットワークに組み込むことでサービス改善を図るべく、新博多 - 貝塚間を改軌して福岡市内線に編入した経緯があるが、同区間は1979年の市内線全廃時に一緒に廃止された。以来、他の西鉄の鉄軌道線と接続する駅がない孤立路線となっている。
沿線は全線にわたって閑静な住宅街が広がる。全線が博多湾・玄界灘の海岸沿いを通るが、海が見えるのは多々良川の河口と和白駅付近くらいである。
ICカード「nimoca」が2010年3月13日から利用可能になり、同時に貝塚駅で接続する福岡市地下鉄が発行するICカード「はやかけん」やJR九州の「SUGOCA」などと相互利用できるようになった。ICカードは貝塚・西鉄千早・西鉄香椎の3駅は自動改札機、それ以外の駅はnimoca用簡易改札機の設置で対応している。沿線では、並走する西鉄バスの路線のほうが一足早くnimocaに対応した。なお、「よかネットカード」はサービス開始から終了まで、当線には導入されなかった。

### 路線データ
- 路線距離（営業キロ）：11.0 km
- 軌間：1,067 mm
- 駅数：10駅（起終点駅含む）
- 複線区間：なし（全線単線）
- 電化区間：全線（直流1,500 V）
- 閉塞方式：自動閉塞式（特殊）[2]
- 最高速度：65 km/h[2]
- 車両基地：多々良車両基地

### 立体交差事業
香椎地区副都心整備事業の一環として、西鉄千早 - 西鉄香椎間で連続立体交差化工事が行われた。2004年8月に貝塚（名島駅付近） - 香椎宮前間が新線に切り替えられ、同時に名香野駅が高架駅となり、西鉄千早駅に改称された。また、2006年5月14日には西鉄千早 - 香椎花園前間（国道3号線立体交差まで）が高架化され、連続立体交差事業は完了した。現在は旧線路跡を含めた再開発が始まっている。

### 将来の計画
福岡市地下鉄との直通運転

福岡市地下鉄箱崎線との直通運転の計画がある。当初は貝塚駅 - 三苫駅間で地下鉄と2001年度に直通運転を開始することを想定していたが、この場合は車両の新造やホームの延伸（現行の3両対応から6両対応にする）などの工事が必要となり、着手に至っていない。ただし西鉄千早 - 西鉄香椎間の連続立体交差区間は、地下鉄乗り入れを視野に入れ6両対応が行える構造で建設されており、地下鉄と向い合せ構造となっている貝塚駅での路線接続工事及び名島駅の6両対応工事が行われば、6両編成での西鉄香椎駅までの暫定直通運転が可能である。
2010年には、福岡市によって、直通区間を三苫 - 中洲川端または天神とし、車両数を3両編成とする新たな直通検討案がまとめられた。従来の6両編成とする案から車両数を減らすことによって、車両の整備費を50億円とする一方、天神以西への乗り入れはしない計画となる。その後市では全体の事業費を精査し、採算性を検討。結果的にほとんどの案で費用対効果が見込めないこと、黒字化が見込まれる可能性のある「天神で折返し直通運転を行う」案では地下鉄内の乗降パターン次第で利便性が低下する可能性があることなどを理由に消極的な結論となった。
2018年（平成30年）1月、福岡市議会の交通対策特別委員会に「福岡都市圏における公共交通機関に関する調査」という報告がなされた。これによると、「天神折返し運行」案が空港線姪浜駅から箱崎線への直通運転をやめる前提であったことから、費用対効果の改善のために初期投資を抑制、利便性を極力維持する案として再検討を行った結果として、阪神なんば線の運行形態に倣い、地下鉄区間を6両編成で運行し、うち2両を貝塚駅で切り離して西鉄貝塚線に直通する方式を提案した。この場合、全体では施設整備費用が約190億円から半額以下の約85億円程度まで圧縮できるものの、車両購入費が70億円程度から150億円程度まで倍増すると見込まれ、初期投資費全体では1割程度の削減にとどまると試算している。
2021年（令和3年）1月22日、毎日新聞は直通運転による費用便益比（B/C）が収支均衡を大きく下回る「0.42」と福岡市が試算したと報じた。2018年に議論された貝塚駅で増結・分離する方式では、現在より約1分程度の時間短縮にとどまり、155億円と見込まれる初期投資に見合わないためで、将来的な直通運転の可能性は残しつつも事業凍結される見通しと報じている。
アイランドシティ新線計画
西鉄香椎駅 - 香椎花園前駅間に新駅を設置し、そこから博多湾沖の福岡アイランドシティへ至る鉄道を分岐させる計画もある。この新線は、2010年度の開業を目標にしていたが、2017年現在では道路網やバス路線の整備が進んでおり、この計画の実現性は低くなっている。

## 運行形態
全列車が貝塚 - 西鉄新宮間の各駅に停車し、平日の朝夕ラッシュ時には約10分間隔、平日昼間と土日祝日は約15分間隔で運転されている。全列車ともワンマン運転を実施しているため、車内放送はすべて自動放送となっている。放送前に流れる車内放送・チャイムは2012年3月23日まで天神大牟田線で使用されていたものと同じものを使用しているが、香椎花園前到着および貝塚・新宮各駅終着時のみ、西鉄バスでも使用している二点打チャイムが流れる。
2007年4月1日の西鉄新宮 - 津屋崎間廃止以前は、全区間を走行する列車が約13分間隔で運転され、朝夕ラッシュ時にはこの間に貝塚 - 三苫間の途中折り返し運転が入り、貝塚 - 三苫間の朝夕は約6.5分間隔で運転されていた。またかつては香椎花園前駅や終着駅到着時の車内放送でチューリップの「心の旅」（終着駅）や「サボテンの花」（香椎花園前駅）のオルゴールがBGMとして流れていたが、貝塚線となったしばらくのちに廃止された。
なお、正式な起点は貝塚駅だが、列車運行および旅客案内では西鉄新宮駅から貝塚駅へ向かう列車が下り、逆方向が上りとなっている。

## 利用状況
2005年以降の数値は、特記のない限り、『鉄道統計年報』による。
2007年に一部区間が廃止されたもののその後は利用客が増加傾向にある。

### 輸送実績
貝塚線（宮地岳線）の輸送実績を下表に記す。
表中、輸送人員の単位は万人。輸送人員は年度での値。表中、最高値を赤色で、最高値を記録した年度以降の最低値を青色で、最高値を記録した年度以前の最低値を緑色で表記している。
| 年度別輸送実績     | 年度別輸送実績                  | 年度別輸送実績                  | 年度別輸送実績                  | 年度別輸送実績                  | 年度別輸送実績  | 年度別輸送実績                                  |
| 年 度              | 輸送実績（乗車人員）：万人/年度 | 輸送実績（乗車人員）：万人/年度 | 輸送実績（乗車人員）：万人/年度 | 輸送実績（乗車人員）：万人/年度 | 輸送密度 人/1日 | 特 記 事 項                                     |
| ------------------ | ------------------------------- | ------------------------------- | ------------------------------- | ------------------------------- | --------------- | ----------------------------------------------- |
| 年 度              | 通 勤 定 期                     | 通 学 定 期                     | 定期外                          | 合 計                           | 輸送密度 人/1日 | 特 記 事 項                                     |
| 1975年（昭和50年） | 382.0                           | 237.6                           | 510.2                           | 1129.8                          | 9,905           |                                                 |
| 1976年（昭和51年） | 333.4                           | 211.4                           | 415.7                           | 960.6                           | 8,935           |                                                 |
| 1977年（昭和52年） | 321.5                           | 214.7                           | 453.2                           | 989.5                           | 9,311           |                                                 |
| 1978年（昭和53年） | 300.2                           | 217.2                           | 459.9                           | 977.4                           | 9,431           | 福岡市内線全廃に伴い、千鳥橋 - 貝塚間を廃止     |
| 1979年（昭和54年） | 275.0                           | 209.9                           | 431.9                           | 917.0                           | 7,765           |                                                 |
| 1980年（昭和55年） | 267.3                           | 224.3                           | 453.7                           | 945.5                           | 8,619           | ワンマン運転開始                                |
| 1981年（昭和56年） | 261.9                           | 212.2                           | 417.5                           | 891.7                           | 8,201           |                                                 |
| 1982年（昭和57年） | 245.2                           | 201.8                           | 407.7                           | 854.6                           | 7,912           |                                                 |
| 1983年（昭和58年） | 233.8                           | 198.8                           | 382.9                           | 815.5                           | 7,508           |                                                 |
| 1984年（昭和59年） | 219.3                           | 189.7                           | 358.7                           | 767.8                           | 7,099           |                                                 |
| 1985年（昭和60年） | 212.6                           | 190.8                           | 357.9                           | 761.3                           | 7,041           |                                                 |
| 1986年（昭和61年） | 213.7                           | 228.3                           | 395.2                           | 837.2                           | 7,426           | 唐の原駅開業 福岡市地下鉄箱崎線が貝塚駅まで開業 |
| 1987年（昭和62年） | 287.4                           | 324.3                           | 486.2                           | 1097.9                          | 9,247           |                                                 |
| 1988年（昭和63年） | 294.5                           | 363.6                           | 480.6                           | 1138.7                          | 9,427           |                                                 |
| 1989年（平成元年） | 300.2                           | 378.8                           | 483.8                           | 1162.8                          | 9,577           |                                                 |
| 1990年（平成2年）  | 303.4                           | 385.9                           | 496.6                           | 1185.9                          | 9,712           |                                                 |
| 1991年（平成3年）  | 316.5                           | 367.4                           | 529.4                           | 1213.3                          | 9,761           |                                                 |
| 1992年（平成4年）  | 325.2                           | 349.5                           | 544.7                           | 1219.4                          | 9,653           |                                                 |
| 1993年（平成5年）  | 325.9                           | 325.3                           | 542.3                           | 1193.5                          | 9,283           |                                                 |
| 1994年（平成6年）  | 323.0                           | 302.7                           | 530.4                           | 1156.1                          | 8,987           |                                                 |
| 1995年（平成7年）  | 317.2                           | 285.7                           | 528.8                           | 1131.7                          | 8,801           |                                                 |
| 1996年（平成8年）  | 313.0                           | 280.5                           | 530.7                           | 1124.2                          | 8,713           |                                                 |
| 1997年（平成9年）  | 310.1                           | 268.1                           | 491.8                           | 1070.0                          | 8,627           |                                                 |
| 1998年（平成10年） | 288.2                           | 248.4                           | 471.6                           | 1008.2                          | 8,235           |                                                 |
| 1999年（平成11年） | 270.1                           | 226.8                           | 462.6                           | 959.5                           | 7,903           |                                                 |
| 2000年（平成12年） | 253.9                           | 211.9                           | 444.1                           | 909.9                           | 7,518           |                                                 |
| 2001年（平成13年） | 238.1                           | 202.1                           | 428.1                           | 868.3                           | 7,199           |                                                 |
| 2002年（平成14年） | 226.5                           | 200.5                           | 412.8                           | 839.8                           | 6,967           | 終電繰り下げ（貝塚駅発23:31→0:10）              |
| 2003年（平成15年） | 212.0                           | 169.6                           | 390.1                           | 771.7                           | 6,435           |                                                 |
| 2004年（平成16年） | 207.5                           | 150.4                           | 363.3                           | 721.2                           | 6,056           | 名香野駅が高架移転、西鉄千早駅に改称            |
| 2005年（平成17年） | 210.6                           | 142.8                           | 356.0                           | 709.4                           | 5,932           |                                                 |
| 2006年（平成18年） | 215.0                           | 140.5                           | 358.8                           | 714.3                           | 5,719           | 西鉄千早 - 西鉄香椎間が高架化                   |
| 2007年（平成19年） | 187.9                           | 112.9                           | 303.2                           | 604.0                           | 7,244           | 西鉄新宮 - 津屋崎間を廃止し、貝塚線に改称       |
| 2008年（平成20年） | 196.6                           | 118.0                           | 304.3                           | 618.9                           | 7,418           |                                                 |
| 2009年（平成21年） | 193.7                           | 115.1                           | 298.5                           | 607.3                           | 7,250           |                                                 |
| 2010年（平成22年） | 196.6                           | 104.3                           | 310.2                           | 611.1                           | 7,139           |                                                 |
| 2011年（平成23年） | 201.3                           | 104.3                           | 310.7                           | 616.3                           | 7,039           |                                                 |
| 2012年（平成24年） | 210.4                           | 110.8                           | 317.3                           | 638.5                           | 7,242           |                                                 |
| 2013年（平成25年） | 225.8                           | 118.0                           | 328.6                           | 672.4                           | 7,586           |                                                 |
| 2014年（平成26年） | 245.6                           | 119.7                           | 331.1                           | 696.4                           | 7,856           |                                                 |
| 2015年（平成27年） | 256.4                           | 125.2                           | 345.1                           | 726.7                           | 8,074           |                                                 |
| 2016年（平成28年） | 271.5                           | 130.9                           | 352.9                           | 755.3                           | 8,266           |                                                 |
| 2017年（平成29年） | 287.4                           | 135.0                           | 361.9                           | 784.3                           | 8,503           |                                                 |
| 2018年（平成30年） | 291.3                           | 139.5                           | 369.2                           | 800.0                           | 8,690           |                                                 |

### 収入実績
貝塚線（宮地岳線）の収入実績を下表に記す。
表中、収入の単位は千円。数値は年度での値。表中、最高値を赤色で、最高値を記録した年度以降の最低値を青色で、最高値を記録した年度以前の最低値を緑色で表記している。
| 年度別収入実績     | 年度別収入実績          | 年度別収入実績          | 年度別収入実績          | 年度別収入実績          | 年度別収入実績          | 年度別収入実績     | 年度別収入実績   |
| 年 度              | 旅客運賃収入：千円/年度 | 旅客運賃収入：千円/年度 | 旅客運賃収入：千円/年度 | 旅客運賃収入：千円/年度 | 旅客運賃収入：千円/年度 | 運輸雑収 千円/年度 | 総合計 千円/年度 |
| ------------------ | ----------------------- | ----------------------- | ----------------------- | ----------------------- | ----------------------- | ------------------ | ---------------- |
| 年 度              | 通勤定期                | 通学定期                | 定 期 外                | 手小荷物                | 合 計                   | 運輸雑収 千円/年度 | 総合計 千円/年度 |
| 1975年（昭和50年） | 163,244                 | ←←←←                    | 278,407                 | 505                     | 442,156                 | 19,349             | 461,505          |
| 1976年（昭和51年） |                         | ←←←←                    |                         |                         |                         |                    |                  |
| 1977年（昭和52年） |                         | ←←←←                    |                         |                         |                         |                    |                  |
| 1978年（昭和53年） |                         | ←←←←                    |                         |                         |                         |                    |                  |
| 1979年（昭和54年） |                         | ←←←←                    |                         |                         |                         |                    |                  |
| 1980年（昭和55年） | 203,825                 | ←←←←                    | 386,096                 | 1,014                   | 590,936                 | 52,790             | 643,727          |
| 1981年（昭和56年） |                         | ←←←←                    |                         |                         |                         |                    |                  |
| 1982年（昭和57年） |                         | ←←←←                    |                         |                         |                         |                    |                  |
| 1983年（昭和58年） |                         | ←←←←                    |                         |                         |                         |                    |                  |
| 1984年（昭和59年） |                         | ←←←←                    |                         |                         |                         |                    |                  |
| 1985年（昭和60年） |                         | ←←←←                    |                         |                         |                         |                    |                  |
| 1986年（昭和61年） | 278,770                 | ←←←←                    | 559,812                 | 0                       | 838,582                 | 91,130             | 929,712          |
| 1987年（昭和62年） | 257,581                 | 115,349                 | 683,953                 | 0                       | 1,056,883               | 93,966             | 1,150,849        |
| 1988年（昭和63年） | 259,881                 | 127,677                 | 669,079                 | 0                       | 1,056,637               | 102,858            | 1,159,495        |
| 1989年（平成元年） | 262,964                 | 132,050                 | 656,949                 | 0                       | 1,051,963               | 115,844            | 1,167,807        |
| 1990年（平成2年）  | 267,714                 | 135,151                 | 671,721                 | 0                       | 1,074,586               | 122,961            | 1,197,547        |
| 1991年（平成3年）  |                         |                         |                         |                         |                         |                    |                  |
| 1992年（平成4年）  |                         |                         |                         |                         |                         |                    |                  |
| 1993年（平成5年）  | 312,025                 | 124,220                 | 814,928                 | 0                       | 1,251,173               | 141,634            | 1,392,807        |
| 1994年（平成6年）  | 337,264                 | 124,660                 | 838,959                 | 0                       | 1,300,883               | 139,333            | 1,440,216        |
| 1995年（平成7年）  | 331,042                 | 117,729                 | 837,947                 | 0                       | 1,286,718               | 153,982            | 1,440,700        |
| 1996年（平成8年）  |                         |                         |                         |                         |                         |                    |                  |
| 1997年（平成9年）  |                         |                         |                         |                         |                         |                    |                  |
| 1998年（平成10年） | 352,608                 | 114,195                 | 857,786                 | 0                       | 1,324,590               | 181,849            | 1,506,439        |
| 1999年（平成11年） | 333,571                 | 104,709                 | 842,635                 | 0                       | 1,280,915               | 193,961            | 1,474,876        |
| 2000年（平成12年） | 311,833                 | 98,504                  | 807,303                 | 0                       | 1,217,640               | 201,219            | 1,418,859        |
| 2001年（平成13年） | 287,130                 | 94,799                  | 772,375                 | 0                       | 1,154,304               | 196,695            | 1,350,999        |
| 2002年（平成14年） | 266,787                 | 94,172                  | 733,707                 | 0                       | 1,094,666               | 188,814            | 1,283,480        |
| 2003年（平成15年） | 249,617                 | 80,540                  | 688,626                 | 0                       | 1,018,783               | 188,217            | 1,207,000        |
| 2004年（平成16年） | 245,301                 | 71,503                  | 642,312                 | 0                       | 959,116                 | 182,264            | 1,141,380        |
| 2005年（平成17年） | 247,405                 | 68,236                  | 625,468                 | 0                       | 941,109                 | 186,230            | 1,127,339        |
| 2006年（平成18年） | 247,977                 | 66,943                  | 622,864                 | 0                       | 937,804                 | 184,777            | 1,122,581        |
| 2007年（平成19年） | 198,928                 | 49,283                  | 476,600                 | 0                       | 723,911                 | 107,543            | 831,454          |
| 2008年（平成20年） | 206,930                 | 51,890                  | 477,193                 | 0                       | 736,013                 | 111,062            | 847,075          |
| 2009年（平成21年） | 204,201                 | 50,778                  | 466,673                 | 0                       | 721,652                 | 98,934             | 820,586          |
| 2010年（平成22年） | 205,435                 | 44,541                  | 479,849                 | 0                       | 729,825                 | 94,721             | 824,546          |
| 2011年（平成23年） | 208,338                 | 43,907                  | 480,175                 | 0                       | 732,420                 | 97,019             | 829,439          |
| 2012年（平成24年） | 216,371                 | 46,377                  | 489,206                 | 0                       | 751,954                 | 103,981            | 855,935          |
| 2013年（平成25年） | 231,269                 | 49,105                  | 504,828                 | 0                       | 785,202                 | 102,522            | 887,724          |
| 2014年（平成26年） | 249,964                 | 50,134                  | 506,869                 | 0                       | 806,967                 | 99,982             | 906,949          |
| 2015年（平成27年） | 261,985                 | 51,907                  | 522,141                 | 0                       | 836,033                 | 101,585            | 937,618          |
| 2016年（平成28年） | 274,514                 | 54,212                  | 532,878                 | 0                       | 861,604                 | 109,255            | 970,859          |
| 2017年（平成29年） | 289,052                 | 55,371                  | 542,443                 | 0                       | 886,866                 | 108,734            | 995,600          |
| 2018年（平成30年） | 294,040                 | 57,155                  | 551,829                 | 0                       | 903,024                 | 110,677            | 1,013,701        |

本路線の収支は年間2億円の赤字となっていると、福岡市議会内で2009年に報告されている。

### 混雑状況
2024年（令和6年）度の朝ラッシュ時最混雑区間は名島 → 貝塚間であり、ピーク時（7:30 - 8:30）の混雑率は164%である。
近年の最混雑区間の輸送実績と混雑率を下表に記す。表中、最高値を赤色で、最高値を記録した年度以降の最低値を青色で、最高値を記録した年度以前の最低値を緑色で表記している。
| 年度               | 最混雑区間（名島 → 貝塚間）輸送実績 | 最混雑区間（名島 → 貝塚間）輸送実績 | 最混雑区間（名島 → 貝塚間）輸送実績 | 最混雑区間（名島 → 貝塚間）輸送実績 | 特記事項                                     |
| 年度               | 運転本数：本                        | 輸送力：人                          | 輸送量：人                          | 混雑率：%                           | 特記事項                                     |
| ------------------ | ----------------------------------- | ----------------------------------- | ----------------------------------- | ----------------------------------- | -------------------------------------------- |
| 2011年（平成23年） | 6                                   | 1,480                               | 1,954                               | 132                                 | プレミスト千早タワーツインマークス竣工       |
| 2012年（平成24年） | 6                                   | 1,480                               | 2,030                               | 137                                 |                                              |
| 2013年（平成25年） | 6                                   | 1,480                               | 2,154                               | 146                                 |                                              |
| 2014年（平成26年） | 6                                   | 1,480                               | 2,214                               | 150                                 |                                              |
| 2015年（平成27年） | 6                                   | 1,488                               | 2,113                               | 142                                 |                                              |
| 2016年（平成28年） | 6                                   | 1,488                               | 2,201                               | 148                                 | 香椎副都心公共施設「なみきスクエア」オープン |
| 2017年（平成29年） | 6                                   | 1,488                               | 2,268                               | 152                                 |                                              |
| 2018年（平成30年） | 6                                   | 1,488                               | 2,312                               | 155                                 |                                              |
| 2019年（令和元年） | 6                                   | 1,488                               | 2,346                               | 158                                 |                                              |
| 2020年（令和02年） | 6                                   | 1,488                               | 1,926                               | 129                                 |                                              |
| 2021年（令和03年） | 6                                   | 1,488                               | 2,076                               | 140                                 | かしいかえん閉園                             |
| 2022年（令和04年） | 6                                   | 1,488                               | 2,288                               | 154                                 |                                              |
| 2023年（令和05年） | 6                                   | 1,488                               | 2,358                               | 158                                 |                                              |
| 2024年（令和06年） | 6                                   | 1,488                               | 2,443                               | 164                                 |                                              |

#### 混雑問題
2007年にラッシュ時の最短運転間隔が6分30秒から10分に拡大されて減便となり、さらに3両編成の運用も廃止された。その後香椎操車場跡地でのマンション建設や新宮町のNTT社宅跡地（杜の宮）での宅地開発などが進んだ一方、本数や車両数は2007年から増えていないことから混雑率が大幅に増加した。福岡市内にある鉄道路線でありながら終日2両編成での運転であり、混雑率は三大都市圏を含めた大手民鉄の中で最も高く、地元メディアや市議会で混雑問題が取り上げられている。

## 使用車両
西鉄発足後は幹線でないとして専用の新車は製造されず、戦中戦後の1944年から1951年にかけて国鉄から車両を譲り受けたのちはすべて大牟田線（現・天神大牟田線）からの転属によりまかなわれている。博多湾鉄道汽船から引き継いだ車両および元国鉄の車両は1980年のワンマン運転開始時に全廃されており、現存する車両はすべて大牟田線からの転用車両である。軌間が天神大牟田線と異なるため、台車を始め、主要機器は近年は主に西武鉄道など他社の廃車発生品を流用している。また連結器も天神大牟田線で使用している密着連結器ではなく、旧国鉄と同じ柴田式自動連結器を使用している。
1977年に入線した313形以降の新規入線車両の車体塗色は天神大牟田線の2000形と同じオキサイドイエローにボンレッド帯となっており、現在はこの塗装に統一されている。それ以前の車両は西鉄旧標準色の上半ベージュ、下半あずき色の塗装であった。また、313形までは車両番号の書体に、福岡市内線車両や北九州線連接車と同じくローマン体を用いていた。
西鉄新宮 - 津屋崎間廃止後は路線短縮に加え大幅減便を実施したため、最ピーク時で7運用となり、これに検査予備分を加えても9編成あれば足りることとなった。600形全編成と313形2編成と300形1編成を除き、2007年後半に300形の検査期限切れが相次ぐことと老朽化を理由として、最後まで吊り掛け駆動方式で残っていた300形や313形を廃車することとなった。2006年9月より運用離脱していた316編成がトップを切って同年4月中旬より解体作業に入り、5月下旬までに廃車予定車すべてを解体した（これらの車両の廃車日はすべて2007年4月1日付）。なお、同月1日以降は日中時間帯のほとんどを600形で運用するようになり、300形や313形はラッシュ時中心の運用となった。その後、2007年12月21日限りで3両編成での運用を取りやめ、すべての列車が2両編成での運用となった。これらの車両整理ののちは313形315-365の1編成と600形による運用となり、2015年1月24日には最後まで残った313形が運行を終了し、全車両を600形に統一した。
開業当初は非電化であり蒸気機関車が客車・貨車を牽引していたが、1929年、電化により旅客列車を電車化した。戦後の1949年に電気機関車を導入し、貨物列車も無煙化したが、後に貨物輸送の廃止により電気機関車は消滅した。

### 現在の車両
- 600形

新宮町おもてなし協会とのタイアップとして、2018年3月31日から2020年12月13日の期間、ラッピング電車「にゃん電」が運行されていた。相島の猫をモチーフにしたオリジナルヘッドマークを車両前部に設置し、猫や町の特産品をイメージしたキャラクターのラッピングがなされた。また、電車内にも新宮町の特産品や観光スポットの紹介ポスターが掲示された。
また、2020年2月12日から2023年12月3日の期間、タイアップ第2弾としてラッピング電車「さんくすしんぐう」が運行されていた。外装には、新宮町の特産品である立花みかんやいちご、観光名所の立花山をモチーフにしたキャラクターを、車内の座席には猫が描かれたデザインの車両となっていた。

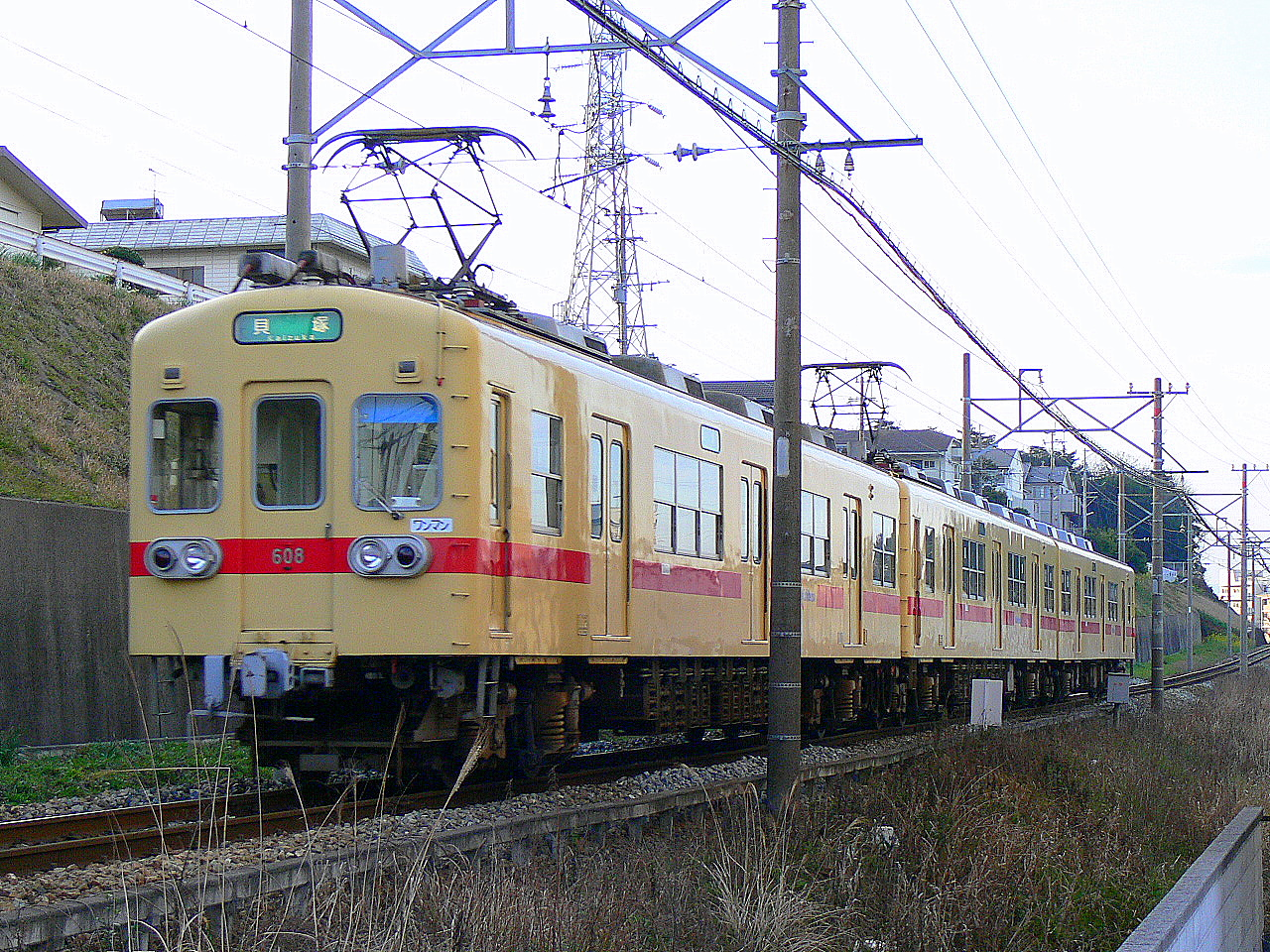
かつて運行されていた600形電車の3両編成 （2002年3月2日撮影）
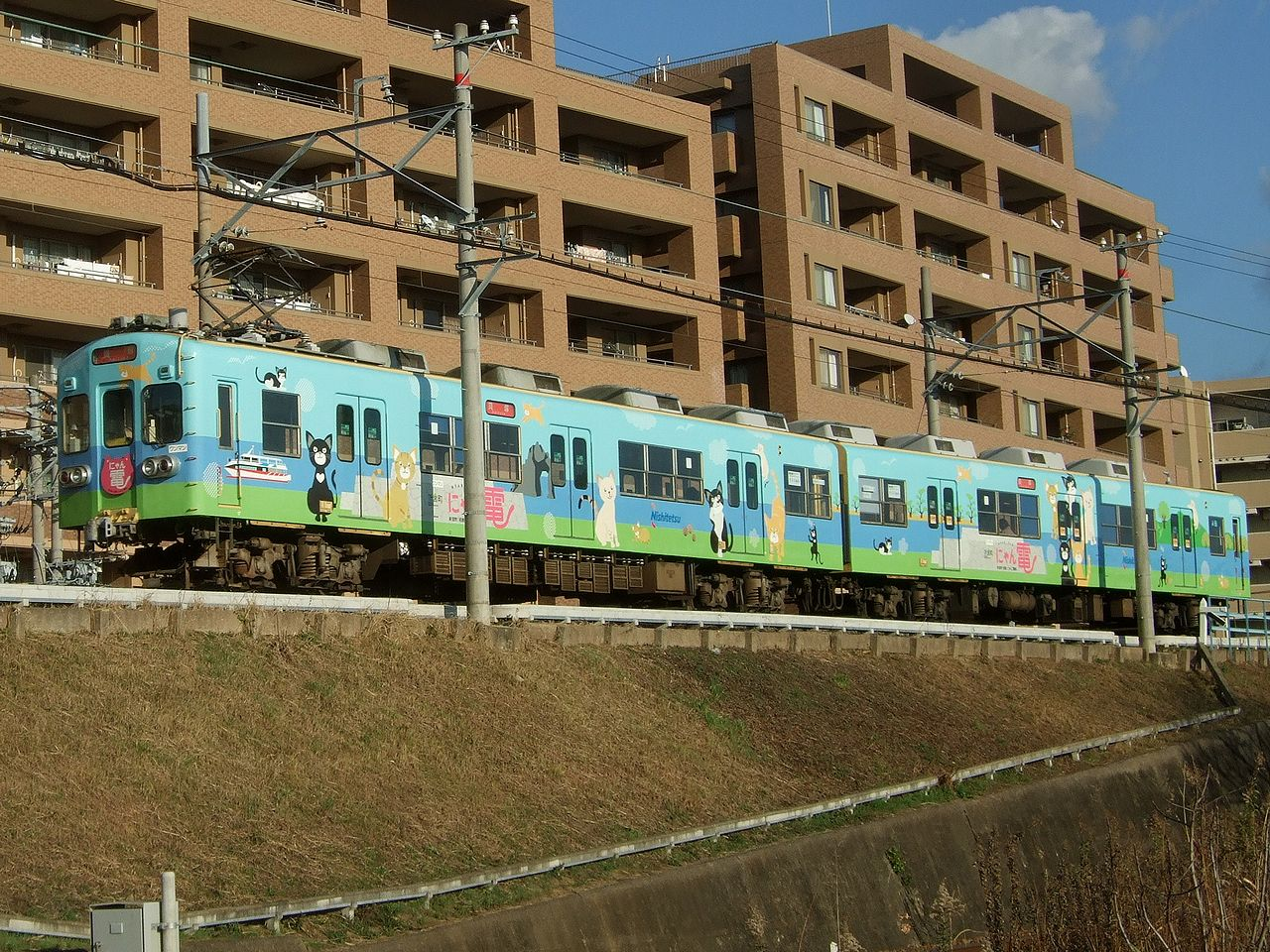
相島の猫など新宮町の風物をあしらったラッピング電車「にゃん電」
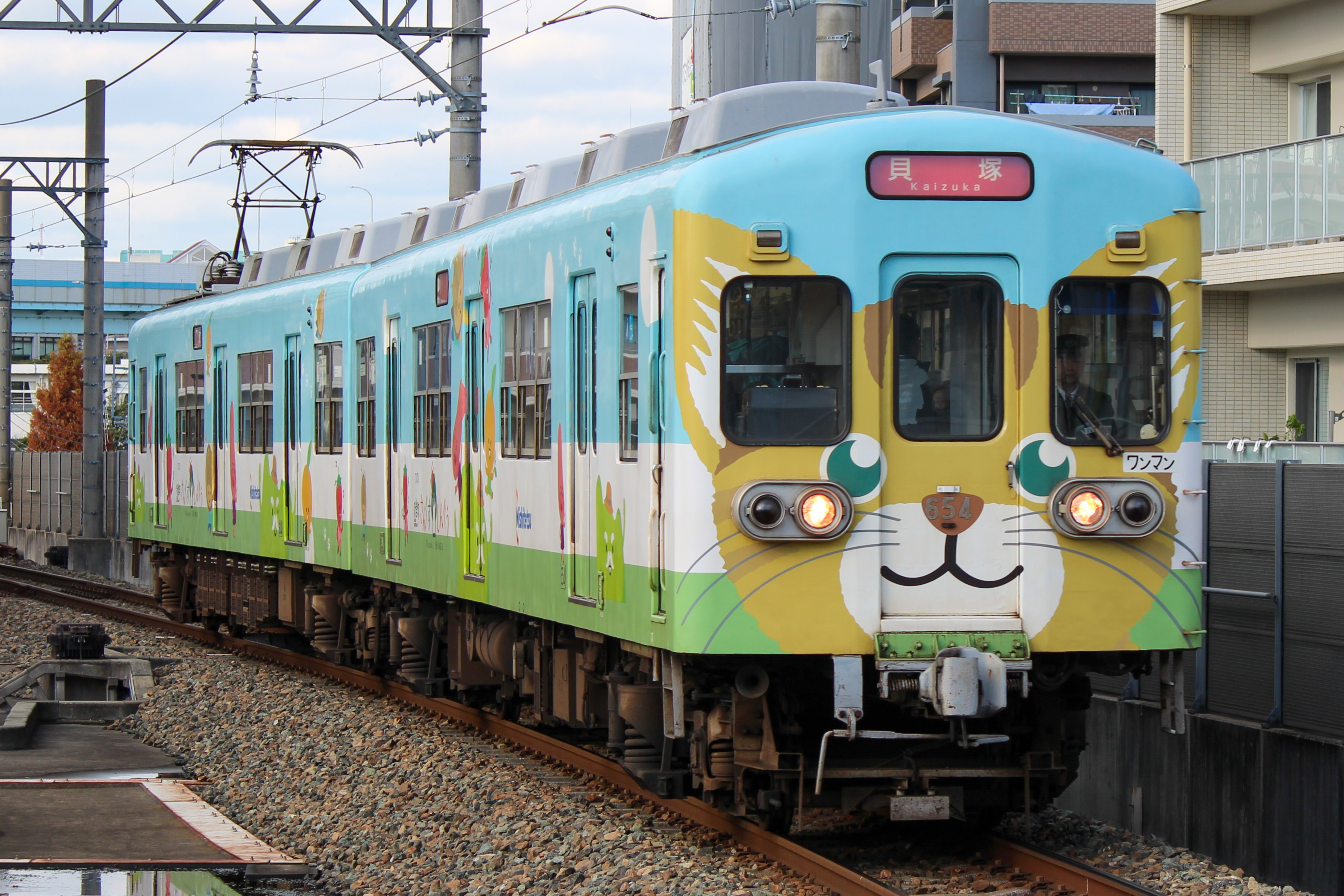
タイアップ企画第2弾ラッピング電車「さんくすしんぐう」

なお、西鉄が公開した令和4年度「移動等円滑化取組報告書（鉄道車両）」において、2025年度から2027年度にかけて現在貝塚線で運用されている600形全て（8編成16両）を廃車し、代替車両として天神大牟田線での運用に充てられている7050形8編成16両を車両再生工事を行なった上で転属させる計画があることが記載されている。その後、7050形の1両あたりの定員が600形より9人少ない130人であることや貝塚線のラッシュ時における混雑緩和を視野に、転属対象から外れていた7050形1編成2両も追加され、最終的に7050形全編成（9編成18両）が貝塚線に転属する見通しとなった。

### 過去の車両

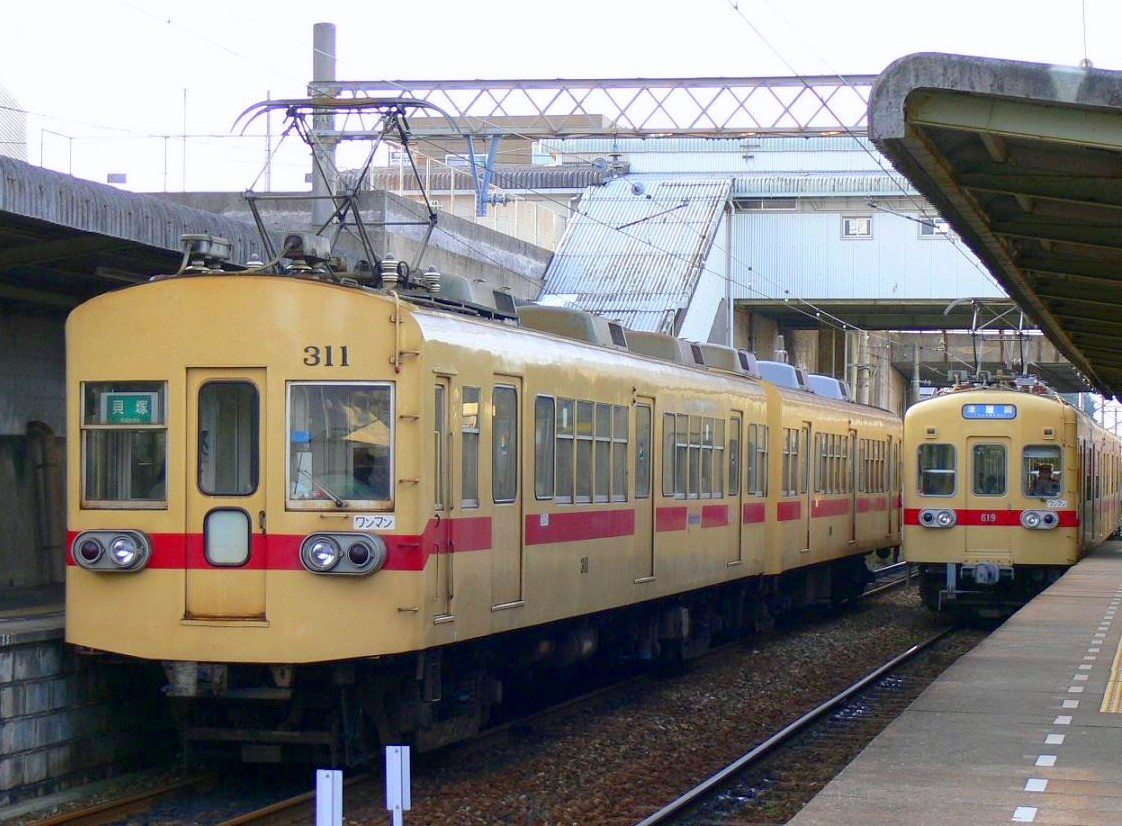
三苫駅にて列車交換を行う300形電車 （2002年3月2日撮影）
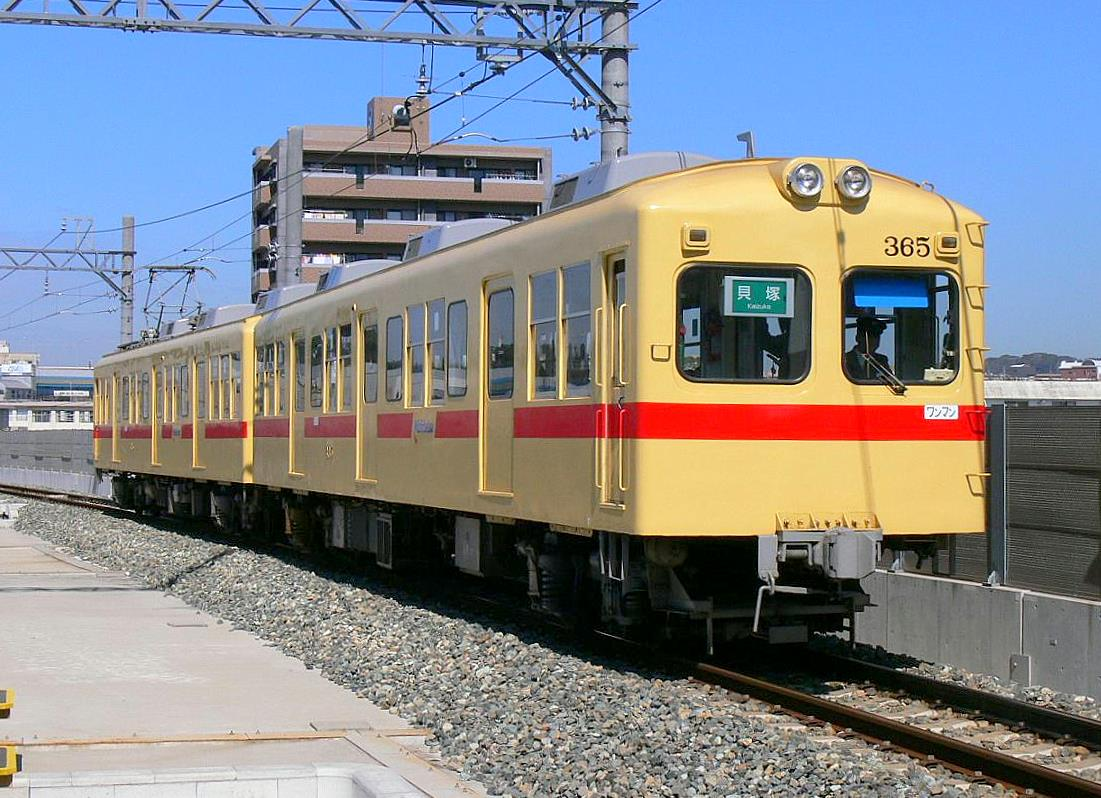
高架化された西鉄香椎駅付近を走る313形電車 （2007年3月2日撮影）

- 1形（1・2・4 - 9）
- 1形（3）
- 10形（11・12・15）
- 10形（13・16・17）
- 10形（14）
- 10形（18）
- 50形（51 - 54）
- 50形（55 - 63）
- 50形（58 II）
- 120形（元大牟田線20形）
- 300形
- 313形
- ED200形（電気機関車）

- 三苫駅にて列車交換を行う300形電車
（2002年3月2日撮影）
- 高架化された西鉄香椎駅付近を走る313形電車
（2007年3月2日撮影）

### 車両数の変遷
| 年         | 1形 | 10形 | 20形 | 50形 | 300形 | 120形 | 313形 | 600形 | 計（冷房車） |
| ---------- | --- | ---- | ---- | ---- | ----- | ----- | ----- | ----- | ------------ |
| 1978       | 5   | 4    | 4    | 3    | 14    |       |       |       | 30           |
| 1982 -1984 |     |      |      |      | 6     | 11    | 8     |       | 25           |
| 1985       |     |      |      |      | 4     | 13    | 8     |       | 25           |
| 1986       |     |      |      |      | 7     | 13    | 8     |       | 28           |
| 1987       |     |      |      |      | 16    | 11    | 8     |       | 35(5)        |
| 1988       |     |      |      |      | 16    | 11    | 8     |       | 35(14)       |
| 1989       |     |      |      |      | 16    | 11    | 8     |       | 35(21)       |
| 1990       |     |      |      |      | 16    | 11    | 8     |       | 35(24)       |
| 1991       |     |      |      |      | 16    | 5     | 8     | 6     | 35(30)       |
| 1992 -2000 |     |      |      |      | 16    |       | 8     | 11    | 35(35)       |
| 2001 -2003 |     |      |      |      | 15    |       | 8     | 11    | 34(34)       |
| 2004       |     |      |      |      | 11    |       | 8     | 13    | 32(32)       |
| 2005       |     |      |      |      | 9     |       | 8     | 13    | 30(30)       |
| 2006       |     |      |      |      | 9     |       | 8     | 15    | 32(32)       |
| 2007       |     |      |      |      | 3     |       | 4     | 15    | 22(22)       |
| 2008 -2014 |     |      |      |      |       |       | 2     | 14    | 16(16)       |
| 2015       |     |      |      |      |       |       |       | 16    | 16(16)       |

- 1978年は10月1日現在、82・83年は1月1日現在、84年以降は4月1日現在
- 『私鉄車両編成表』各年版、ジェー・アール・アール

## 歴史
- 1924年（大正13年）
  - 5月23日 博多湾鉄道汽船が新博多（後の千鳥橋） - 和白間を開業
  - 11月13日 唐の原駅廃止認可
- 1925年（大正14年）
  - 7月1日 和白 - 宮地嶽[注釈 1]間が開業
  - 7月15日 新香椎（現在の西鉄香椎） - 和白間に（臨）片男佐駅開業。廃止日不明。
- 1927年-1930年頃 新博多 - 箱崎宮前間の千代町駅廃止
- 1929年（昭和4年）
  - 8月16日 全線を1500V電化
  - 11月1日 花見駅開業
- 1935年（昭和10年）2月5日 箱崎松原 - 名島間に農科裏信号所開設
- 1941年（昭和16年）4月1日 香椎福日園前駅（現在の香椎花園前駅）開業[4]
- 1942年（昭和17年）
  - 4月1日 香椎福日園前駅を運動場前駅に改称。
  - 9月19日 九州電気軌道に合併
  - 9月22日 西日本鉄道に改称、同社の宮地嶽線（宮地岳線）[注釈 1]となる
- 1950年（昭和25年）
  - 4月20日 農科裏信号所を駅に変更し西鉄多々良駅（現在の貝塚駅）開業
  - 5月15日 新博多駅を西鉄博多駅に、新香椎駅を西鉄香椎駅に、新宮港駅を西鉄新宮駅に、新古賀駅を西鉄古賀駅に、筑前福間駅を西鉄福間駅に改称
- 1951年（昭和26年）
  - 6月15日 名香野駅（現在の西鉄千早駅）開業
  - 7月1日 宮地岳 - 津屋崎間が開業。宮地岳駅移転
- 1953年（昭和28年）7月8日 新宮 - 三苫間で正面衝突事故発生。死者4人、重軽傷者97人の惨事となった。昭和28年西日本水害の影響で地盤が緩んだことで崖崩れが発生しており、これを発見して引き返した列車とそれを知らずに走行していた後続の列車が衝突した[24]。
- 1954年（昭和29年）3月5日 西鉄博多 - 西鉄多々良間を標準軌に改軌し600Vに降圧。西鉄博多駅を新博多電停に（1963年（昭和38年）に千鳥橋に改称）、箱崎宮前駅を箱崎浜電停に、西鉄多々良駅を競輪場前駅に改称。これにより同区間は事実上福岡市内線に編入され、貝塚線と呼ばれる（正式にはこの後も宮地岳線のままであった）
- 1957年（昭和32年）5月13日 運動場前駅を香椎花園前駅に改称
- 1958年（昭和33年）10月1日 古賀ゴルフ場前駅開業
- 1959年（昭和34年）3月1日 香椎宮前駅開業
- 1962年（昭和37年）11月1日 競輪場前駅を貝塚駅に改称
- 1966年（昭和41年）10月26日 和白駅西方立体交差化
- 1978年（昭和53年）10月1日 CTC・ATS使用開始
- 1979年（昭和54年）2月11日 福岡市内線全廃に伴い、千鳥橋（元の西鉄博多） - 貝塚間を廃止
- 1980年（昭和55年）9月1日 ワンマン運転開始[注釈 5]
- 1985年（昭和60年）8月30日 貝塚駅が津屋崎方に160m移転（新規で福岡市地下鉄と一体の駅施設建設のため）[25]。営業キロ0.2km短縮[25]。
- 1986年（昭和61年）
  - 11月1日 唐の原駅開業
  - 11月12日 福岡市地下鉄2号線（後に箱崎線と愛称が付く）が貝塚駅まで開業[26]。地下鉄乗り継ぎ対応のため宮地岳線各駅で発行される切符が磁気面があるものに切り替わる
- 2000年（平成12年）頃 立体交差事業に伴い、香椎宮前 - 西鉄香椎を仮線へ切り替え
- 2003年（平成15年）3月15日 終電繰り下げ（貝塚駅発23:31→0:10）
- 2004年（平成16年）8月2日 貝塚 - 香椎宮前間が経路変更。名香野駅を西鉄千早駅に改称、高架化。
- 2006年（平成18年）5月14日 西鉄千早 - 西鉄香椎間が高架化（香椎宮前駅と西鉄香椎駅が高架駅に変更、多少の経路変更）[7]。名島 - 香椎花園前間の営業キロ0.1km延長。この経路変更により、運賃が下がる区間では値下げされたが、上がる区間では値上げをせずに据え置いた
- 2007年（平成19年）
  - 4月1日 西鉄新宮 - 津屋崎間を廃止し、貝塚線に改称[6]。廃止区間は西鉄バス宗像が代替バスを運行
  - 12月21日 この日限りでラッシュ時に残っていた3両編成での運用を取りやめ、すべての列車が2両編成となる
- 2009年（平成21年）4月1日 駅業務のすべてを子会社の西鉄ステーションサービスに移管。西鉄香椎駅が管理駅となる
- 2010年（平成22年）3月13日 ICカードnimoca導入
- 2015年（平成27年）1月24日 313形の運行を終了[27]
- 2017年（平成29年）2月1日  全駅に駅ナンバリングを導入[1]。

## 西鉄新宮 - 津屋崎間の廃止

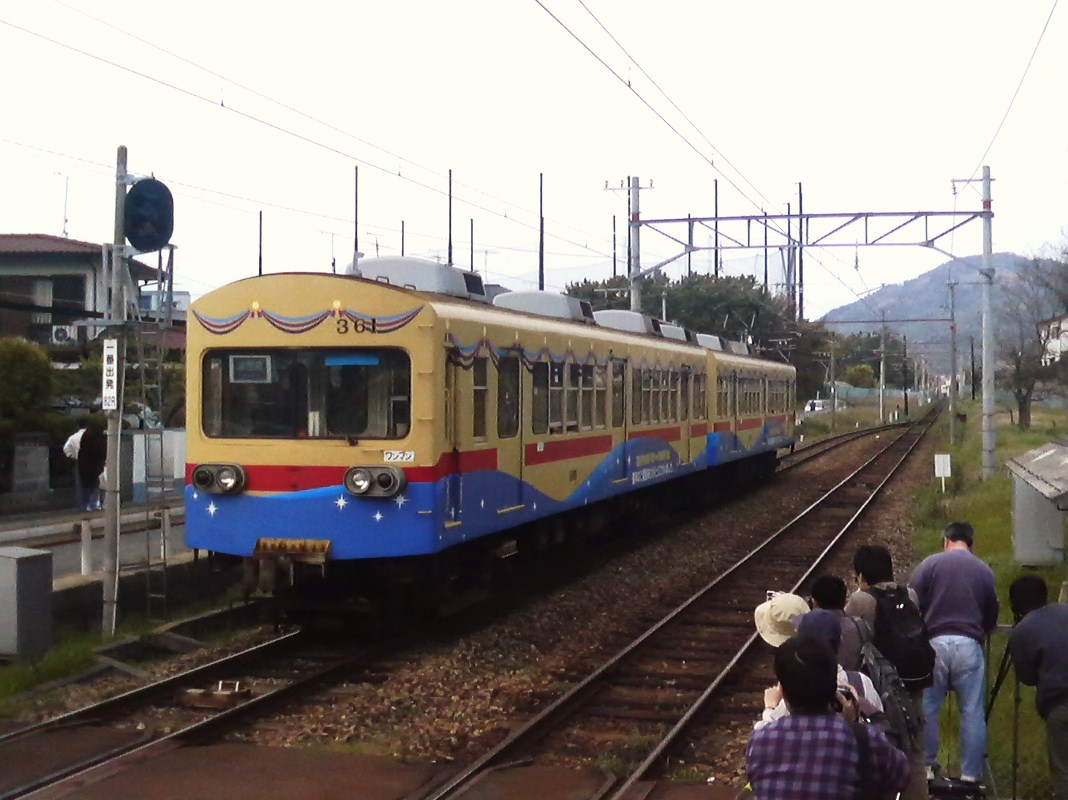
部分廃止に伴う特別塗装車両（300形）西鉄福間駅

西鉄新宮から津屋崎までの区間は鹿児島本線と国道が並行しており、2004年度の輸送密度は2,201人と、貝塚から西鉄新宮までの同年度の輸送密度9,557人の1/4という状況であった。西鉄側は福岡県及び沿線自治体に経営改善の協力要請をしていることが2005年1月に明らかになり、沿線自治体と経営改善策を検討してきたが、結局利用客は増加せず、2006年3月に西鉄新宮 - 津屋崎間の廃止が決定された。廃止は2007年4月1日で、同時に宮地岳線から貝塚線に改称した。なお、廃止区間には代替バスが運行されている。
廃止対象区間の沿線は住宅街で、同じ西鉄の甘木線よりも本数が多く、系列の筑豊電鉄線などの成功事例を比べると好条件に見える。しかし、全線単線・普通列車のみ・車両が本線系統から転属した旧型車などで輸送力が低いこと、終点の位置が津屋崎という半端なところであること、現状は地下鉄と接続しているとはいえ都心に直通していないこと、新宮 - 津屋崎間は地下鉄との乗り継ぎ割り引きも適用されず、前述のようによかネットカードが使えないこと、国鉄民営化により並行しているJR鹿児島本線の近代化が進み、新駅の設置、新車の導入、快速・普通列車の増発などによって利用者離れが進み、赤字が続いていた。
福津市・古賀市・新宮町の住民から宮地岳線（当時）の存続を訴える6万人の署名が集まり、西鉄新宮 - 津屋崎間の第三セクター化などが検討されたが、西鉄側が三セクとの直通運転を行わないと明言したことや三セク設立には多額の費用が掛かることなどもあり、断念した。
2007年2月20日に宮地岳線一部区間廃止に伴う路線名変更および鉄道・バス運行概要が発表された。内容は、鉄道運行の概要として、廃止に伴って路線名称を「貝塚線」に改称すること、貝塚 - 西鉄新宮間の運行本数を平日83往復・土曜・休日73往復とすること、運行間隔を平日ラッシュ時10分・オフラッシュ時および土曜・休日の終日は15分とする、ラッシュ時の列車の離合を見直し所要時分を短縮すること、日中時間帯（10 - 17時）の福岡市地下鉄箱崎線の西新方面直通列車と接続するなど利便性向上を図ることである。また、廃止区間についての代替路線バスの運行概要は、西鉄新宮駅から古賀、JR福間駅を経由して津屋崎橋までを結ぶ路線（1日40往復）や、平日の朝夕のラッシュ時間帯に都市高速を経由して天神と津屋崎を結ぶ路線、西福間三丁目からJR福間駅を経由して光陽台を結ぶ路線を新設することであった（しかし西福間三丁目-JR福間駅-光陽台の系統は赤字のため2009年4月1日に廃止）。
翌3月16日には、宮地岳線一部区間廃止の関連行事について発表された。同月19日から31日まで宮地岳線全駅で今回廃止となる6駅の写真を入れた「記念乗車券」の発売、19日より廃止当日まで車体をカッティングシートで装飾した記念電車（311+361編成）の運行、最終日の31日は西鉄新宮 - 津屋崎間を終日無料運賃にて営業、最終臨時電車の前に2本の臨時営業電車（津屋崎発）を運行（津屋崎駅23時22分発→貝塚駅24時05分着と津屋崎駅23時41分発→貝塚駅24時23分着）、最終臨時電車を運行（津屋崎駅24時20分発→貝塚駅25時00分着で途中客扱いなしの運行、宮地岳駅で31日10時より「乗車整理券」を配布）、これに伴う津屋崎駅にて31日23時50分からの「最終臨時電車出発式」の実施、といった内容が盛り込まれた。
3月31日当日は、松林を走るローカル線との別れを惜しむ沿線住民や鉄道ファンが詰め掛けた。最終臨時電車出発式が4月1日午前0時すぎに津屋崎駅にて行われた。社長の挨拶の後に最終電車が入線し、この電車は前述した通り、青い波のステッカーを装飾した記念電車（311+361編成）が充当され、「長い間のご愛顧ありがとうございました」とメッセージが入ったヘッドマークが取り付けられた。
2008年までに廃止区間の線路撤去作業はほぼ完了した。

## 部分廃止区間の代替交通

### 千鳥橋 - 貝塚間
天神 - 貝塚駅間では、かつての線路にほぼ平行する国道3号線を経由して西鉄バス20番が運行されている。かつては25番と称し、福岡市内線の25系統と同じ経路を運行していたが、現在では西新を経由しなくなり、番号も20番に変更されている。貝塚駅 - 千鳥橋 - 博多駅間を直通するバス路線はない（貝塚 - 箱崎浜 - 博多駅間では西鉄バス29番が利用可能）。

### 西鉄新宮 - 津屋崎間
西鉄バスアイランドシティ自動車営業所舞の里車庫が、行先番号5番を西鉄新宮駅前 - 津屋崎橋間で運行していた。ただし国道495号線・福間駅前経由であり、停留所の位置は旧中間駅各駅からやや離れており、旧西鉄福間駅周辺は経由しなかった。バス転換時は西鉄バス宗像が運行していたが、2016年6月に西鉄バス新宮自動車営業所に移管された。その後、2019年3月の組織改正により新宮自動車営業所が廃止され、アイランドシティ自動車営業所舞の里車庫の担当となった。同路線は2020年10月1日に廃止され、古賀ゴルフ場前駅付近から津屋崎駅付近を通過する従来からのバス路線は存在するものの、西鉄新宮駅から部分廃止区間への直接的な代替交通は消滅した。
また、廃止当初は旧西鉄福間駅利用者対策として行先番号1-3が光陽台六丁目 - 福間駅前 - グリーンタウン中央 - 西福間三丁目のルートで運行されたが、2009年に廃止となった。代替としてふくつミニバスを運行している。
この他、廃止翌日の2007年4月1日から津屋崎 - 西鉄新宮の5番とは別に、福岡・天神と津屋崎（旧駅前）を結ぶ路線（行先番号26A、天神 - 赤間線と同じ番号）を運行しており、2023年7月現在も継続している。香椎 - 呉服町間で都市高速経由である点も天神 - 赤間線と同じである。平日朝の津屋崎発と夕方の天神発をそれぞれ3便運行しており、この路線も代替バスの一つと位置づけられている。

## 駅一覧
全駅福岡県内に所在。駅業務は西鉄ステーションサービスが行い、福岡管理駅の傘下にある。
- 線路（全線単線） … ◇：列車交換可能、｜：列車交換不可

### 営業中の区間
| 駅番号 | 駅名         | 営業キロ | 営業キロ | 接続路線                                  | 線路 | 所在地        |
| 駅番号 | 駅名         | 駅間     | 累計     | 接続路線                                  | 線路 | 所在地        |
| ------ | ------------ | -------- | -------- | ----------------------------------------- | ---- | ------------- |
| NK01   | 貝塚駅       | -        | 0.0      | 福岡市交通局： 箱崎線（H07）              | ◇    | 福岡市 東区   |
| NK02   | 名島駅       | 1.4      | 1.4      |                                           | ◇    | 福岡市 東区   |
| NK03   | 西鉄千早駅   | 1.1      | 2.5      | 九州旅客鉄道： 鹿児島本線（千早駅：JA03） | ◇    | 福岡市 東区   |
| NK04   | 香椎宮前駅   | 0.5      | 3.0      |                                           | ｜   | 福岡市 東区   |
| NK05   | 西鉄香椎駅   | 0.6      | 3.6      |                                           | ◇    | 福岡市 東区   |
| NK06   | 香椎花園前駅 | 1.4      | 5.0      |                                           | ｜   | 福岡市 東区   |
| NK07   | 唐の原駅     | 1.1      | 6.1      |                                           | ◇    | 福岡市 東区   |
| NK08   | 和白駅       | 1.1      | 7.2      | 九州旅客鉄道： 香椎線（JD05）             | ◇    | 福岡市 東区   |
| NK09   | 三苫駅       | 1.8      | 9.0      |                                           | ◇    | 福岡市 東区   |
| NK10   | 西鉄新宮駅   | 2.0      | 11.0     |                                           | ◇    | 糟屋郡 新宮町 |

### 2007年廃止区間
営業キロは貝塚駅からのもの。この区間は接続路線なし。駅番号は営業当時未制定。
| 駅名             | 営業キロ | 営業キロ | 線路 | 所在地        |
| 駅名             | 駅間     | 累計     | 線路 | 所在地        |
| ---------------- | -------- | -------- | ---- | ------------- |
| 西鉄新宮駅       | -        | 11.0     | ◇    | 糟屋郡 新宮町 |
| 古賀ゴルフ場前駅 | 2.0      | 13.0     | ｜   | 古賀市        |
| 西鉄古賀駅       | 1.2      | 14.2     | ◇    | 古賀市        |
| 花見駅           | 1.4      | 15.6     | ｜   | 古賀市        |
| 西鉄福間駅       | 2.6      | 18.2     | ◇    | 福津市        |
| 宮地岳駅         | 1.3      | 19.5     | ｜   | 福津市        |
| 津屋崎駅         | 1.4      | 20.9     | ◇    | 福津市        |

### 福岡市内線編入区間（1979年廃止）
※名称は福岡市内線編入直前のもの。編入後は西鉄福岡市内線を参照。千代町駅は1930年以前に廃止。
西鉄博多駅（後の千鳥橋） - （千代町駅） - 箱崎宮前駅（後の箱崎浜） - 箱崎松原駅 - 西鉄多々良駅（現・貝塚駅）

## 乗り継ぎ割引
貝塚駅から貝塚線3区（9 km 270円区間）までと福岡市地下鉄3区（11 km 300円区間）までとの間で乗り継ぎ割引を実施している。詳細は以下のリンクを参照。なお、終点の西鉄新宮駅は（9 kmを超え4区となるため）乗り継ぎ割引の対象外である。
- 乗継割引（西鉄サイト内）
- 料金制度（福岡市交通局サイト内）

なお、天神大牟田線との通過連絡運賃は設定されていない。